# سطح چرخ‌دار

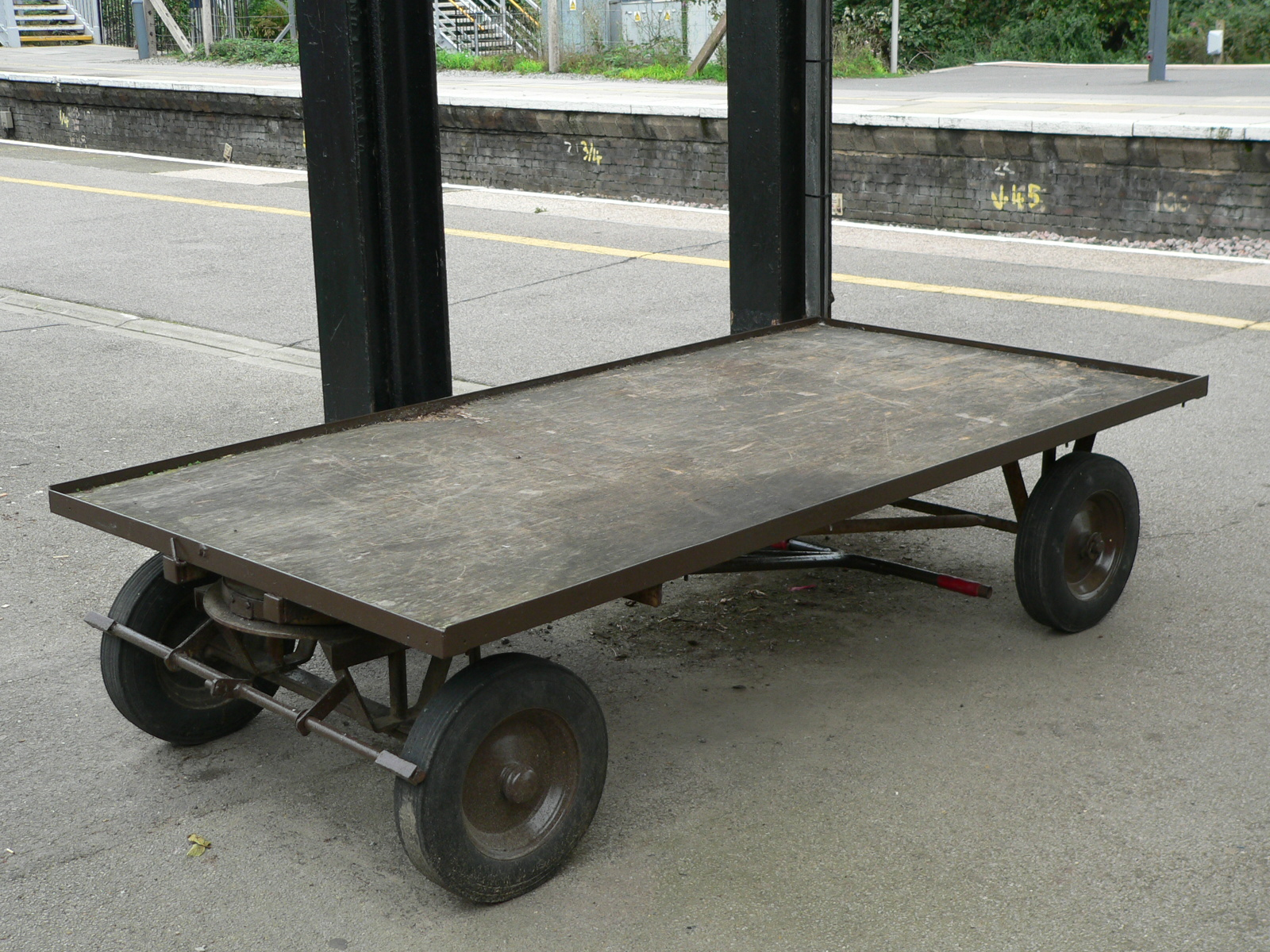

چرخ‌دستی، میز چرخ‌دار (به انگلیسی: Trolley) برای انتقال لوازم و هم چنین به عنوان میز کار در بخش‌های گوناگون بیمارستانی، مورد استفاده قرار می‌گیرد و در اندازه‌های گوناگون موجود می‌باشد. بهتر است چرخ‌های این وسیله مرتباً روغن‌کاری شوند تا کارکرد بهتری داشته باشند.